# Дефиниције здравствених проблема повезаних са инвалидитетом
Дефиниције здравствених проблема повезаних са инвалидитетом према ставу  Вашингтонске групе сврстане су у шест категорија.
| Проблем са видом                                                           | Овај проблем постоји када лице не може да види предмете у непосредној близини или на одређеној удаљености, чак и уз употребу помагала. Такође, особа има проблем и ако види само на једно око или само предмете испред себе, али не и бочно. |
| Проблем са слухом                                                          | Овај проблем постоји када особа не разликује звукове из различитих извора, чак и уз употребу помагала, чује на једно ухо или је наглуво/глуво. |
| Проблем са ходом или пењањем уз степенице                                  | Проблем имају особе које не могу да се усредсреде на читање или писање неког текста, заборављају датуме свог рођења, имена блиских сродника, пут до куће и сл. Ова категорија не обухвата лица која услед повећаног стреса или узимања медикамената имају умањену моћ памћења или концентрације. |
| Проблем са ходом или пењањем уз степенице                                  | Проблем постоји када се особа отежано креће по равној површини или степеницама, или када се не може кретати без помоћи друге особе или помагала. |
| Проблем са памћењем или концентрацијом                                     | Овај проблем имају особе које не могу да се усредсреде на читање или писање неког текста, заборављају датуме свог рођења, имена блиских сродника, пут до куће и сл. Ова категорија не обухвата лица која услед повећаног стреса или узимања медикамената имају умањену моћ памћења или концентрације. |
| Проблем са самосталношћу при одевању, исхрани или одржавању личне хигијене | Овај проблем имају особе које те свакодневне радње не могу да обављају самостално, или уопште без помоћи друге особе. |
| Проблем са комуникацијом                                                   | Овај проблем имају особе које које имају потешкоће са изговарањем речи, што доводи до отежане или онемогућене комуникације или размене информација са другим људима, услед делимичног или трајног оштећења говорног апарата, можданог удара или другог обољења. У ову категорију спадају и особе које говоре неповезано или неразумљиво за друга лица или имају проблем да разумеју људе из своје околине или да приме информације, услед неког дуготрајног обољења, неког психичког или урођеног проблема. |